# Thiriya Nizamat Khan
Thiriya Nizamat Khan là một thị xã và là một nagar panchayat của quận Bareilly thuộc bang Uttar Pradesh, Ấn Độ.

## Nhân khẩu
Theo điều tra dân số năm 2001 của Ấn Độ, Thiriya Nizamat Khan có dân số 19.251 người. Phái nam chiếm 52% tổng số dân và phái nữ chiếm 48%. Thiriya Nizamat Khan có tỷ lệ 32% biết đọc biết viết, thấp hơn tỷ lệ trung bình toàn quốc là 59,5%: tỷ lệ cho phái nam là 39%, và tỷ lệ cho phái nữ là 25%. Tại Thiriya Nizamat Khan, 18% dân số nhỏ hơn 6 tuổi.